# Plakiás
Plakiás (Plakias) är en ort i Grekland.   Den ligger i prefekturen Nomós Rethýmnis och regionen Kreta, i den sydöstra delen av landet, 300 km söder om huvudstaden Aten. Plakiás ligger 4 meter över havet och antalet invånare är 143.
Terrängen runt Plakiás är huvudsakligen kuperad, men västerut är den bergig. Havet är nära Plakiás söderut. Närmaste större samhälle är Atsipópoulon, 18,3 km norr om Plakiás. Omgivningarna runt Plakiás är en mosaik av jordbruksmark och naturlig växtlighet.